# 小佐治·愛德華·亞倫
佐治·愛德華·亞倫（英語：George Edward Allen，1914年4月14日—1990年2月21日）是美國的政治人物，民主黨黨員。

## 外部連結
- 在維珍尼亞州選舉和國家選舉官方數據庫項目上的資料
- 在Find a Grave上的小佐治·愛德華·亞倫